# Hornschuppe

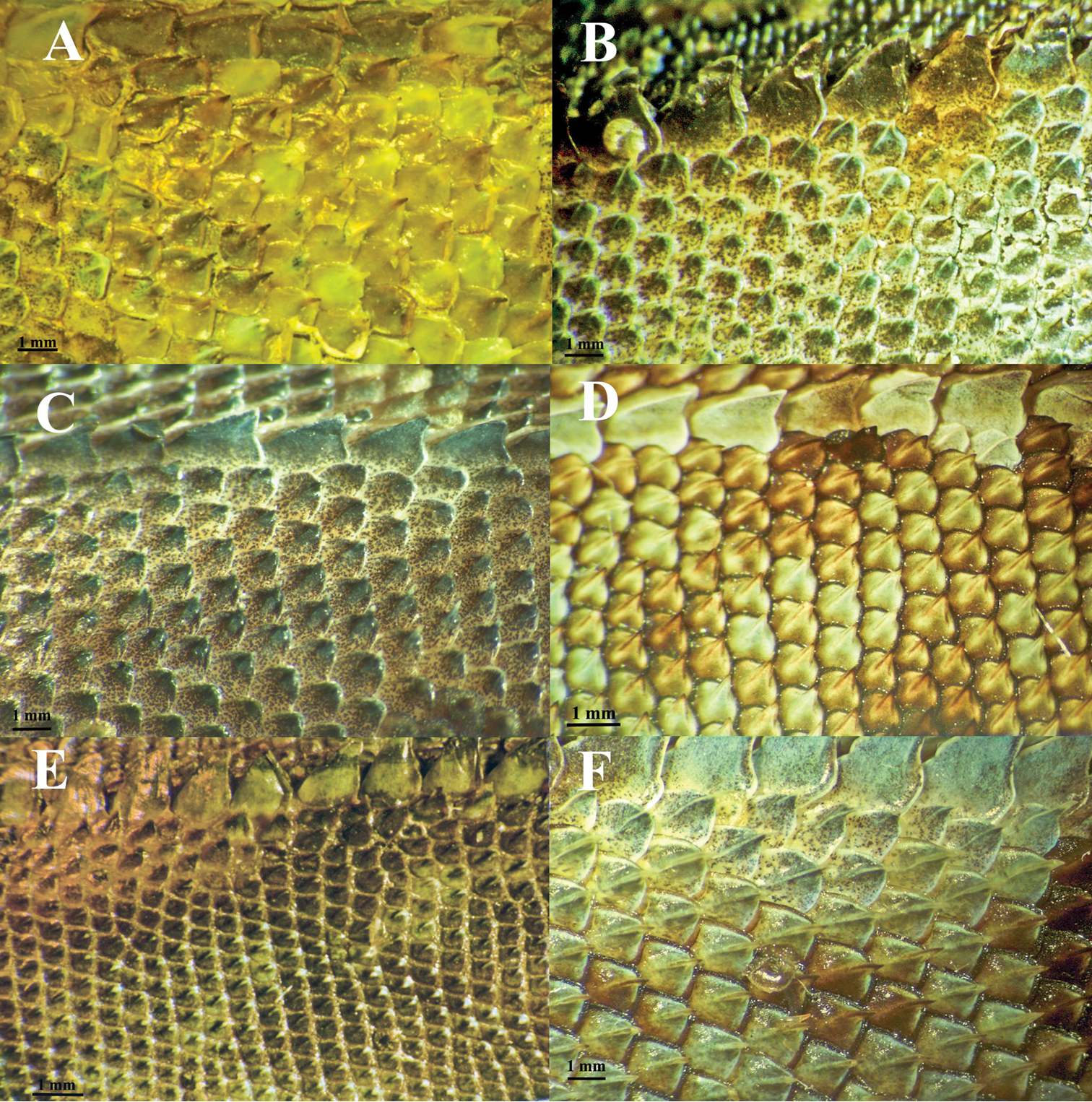
Großaufnahmen der Hornschuppen auf dem Rücken von Kielschwanzleguanen bei verschiedenen Arten der Gattung Plica

Als Hornschuppe bezeichnet man stark verhornte Hautbezirke bei Reptilien, Vögeln sowie manchen Fischen und innerhalb der Säugetiere bei den Schuppentieren. Bei einigen Reptilien werden sie auch als Hornplatten oder Hornschilde bezeichnet. 

## Reptilien

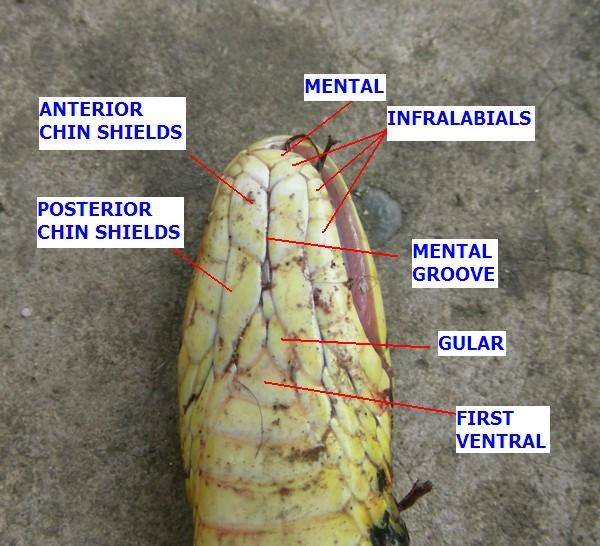
Kopfschilde einer Schlange

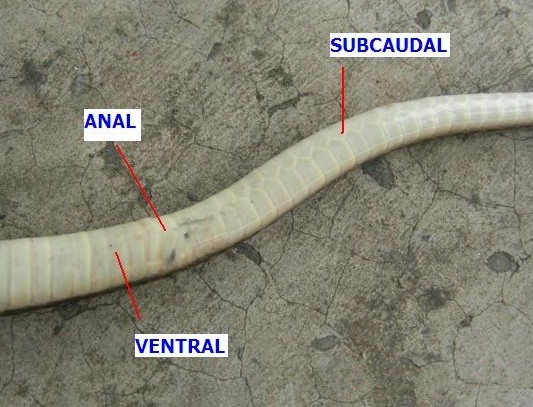
Bauch- und Schwanzschilde einer Schlange

Bei Reptilien werden die Hornschuppen als Scuta (lat., Einzahl Scutum) bezeichnet. Sie bedecken den gesamten Körper und haben auch Bedeutung für die Art- teilweise auch für die Geschlechtsbestimmung. Die Reptilienschuppen besitzen eine schräg hervorragende zapfenförmige Ausstülpung der Kutis (Kutispapille), auf der eine verdickte und stark verhornte Epidermis liegt. Dadurch kommt es zu einer dachziegelartigen Überlappung benachbarter Scuta. Bei einigen Arten sind in die Kutispapillen auch Hautknochen eingelagert. Bei den Schildkröten bedecken die Hornschuppen auch den knöchernen Bauch- und Rückenpanzer. Nach der Lage werden die einzelnen Hornschuppen bei Schuppenkriechtieren separat bezeichnet:
- am Kopf
  - Ocularia (Scuta ocularia, Augenschilde, um das Auge, weiter unterteilt in die Prä-, Post-, Supra- und Subocularen)
  - Supralabialia (Scuta supralabialia, Oberlippenschilde, entlang der Oberkante der Mundöffnung)
  - Sublabialia (Scuta sublabialia, Unterlippenschilde, entlang der Unterkante der Mundöffnung)
  - Nasalia (Scuta nasalia, Nasenschilde, weiter unterteilt in die Prä-, Post-, Internasalen)
  - Rostrale (Scutum rostrale, Schnauzenspitze)
  - Loreale (Scutum loreale, zwischen Präocularia und Postnasalia)
  - Parietalia (Scuta parietalia, Scheitelschilde)
  - Temporalia (Scuta temporalia, Schläfenschilde)
- am Körper
  - Ventralia (Scuta ventralia, Bauchschuppen), auch als Abdominalia oder Bauchschilder bezeichnet
  - Dorsalia (Scuta dorsalia, Rückenschuppen)
  - Vertebralia (Scuta vertebralia, mediane Rückenschuppen)
- am Schwanz
  - Anale, eigentlich Scutum anale (Analschild, im Bereich der Kloake)
  - Subcaudalia (Scuta subcaudalia, Schwanzunterseite)

Die Schuppen der Schlangen werden im Artikel Schlangenbeschuppung ausführlich behandelt.

## Vögel

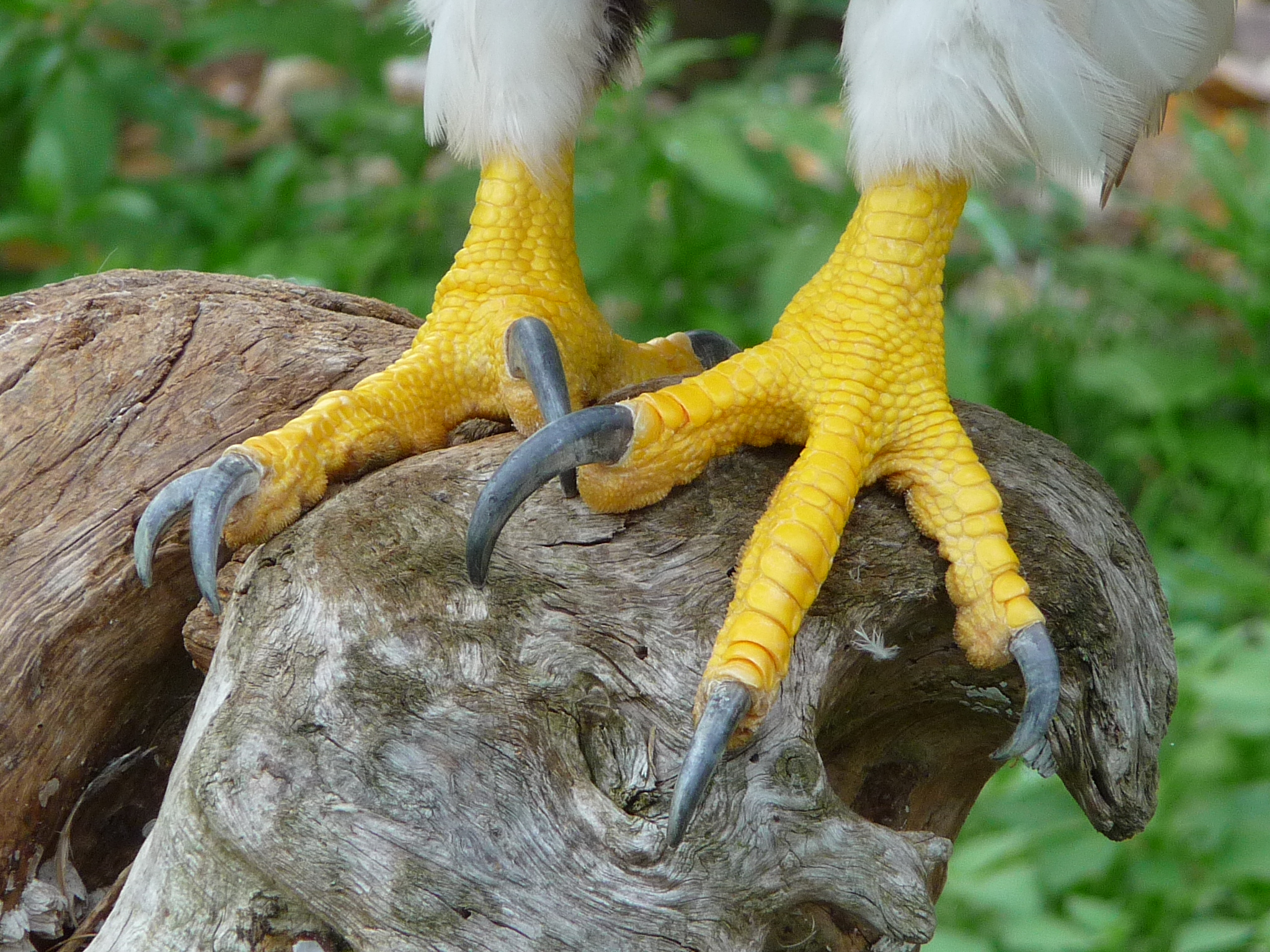
Podotheca eines Riesenseeadlers

Bei Vögeln finden sich Hornschuppen vor allem am Fuß, also in nicht befiederten Gebieten. Dieses Hautgebiet wird auch als Podotheca bezeichnet. Es handelt sich um stark verhornte Hautareale, die von benachbarten Schuppen durch weniger stark verhornte Furchen abgesetzt sind. Die einzelnen Schuppen werden als „Schildchen“ (lat. Scutella, Verkleinerungsform von Scutum) bezeichnet.

## Schuppentiere

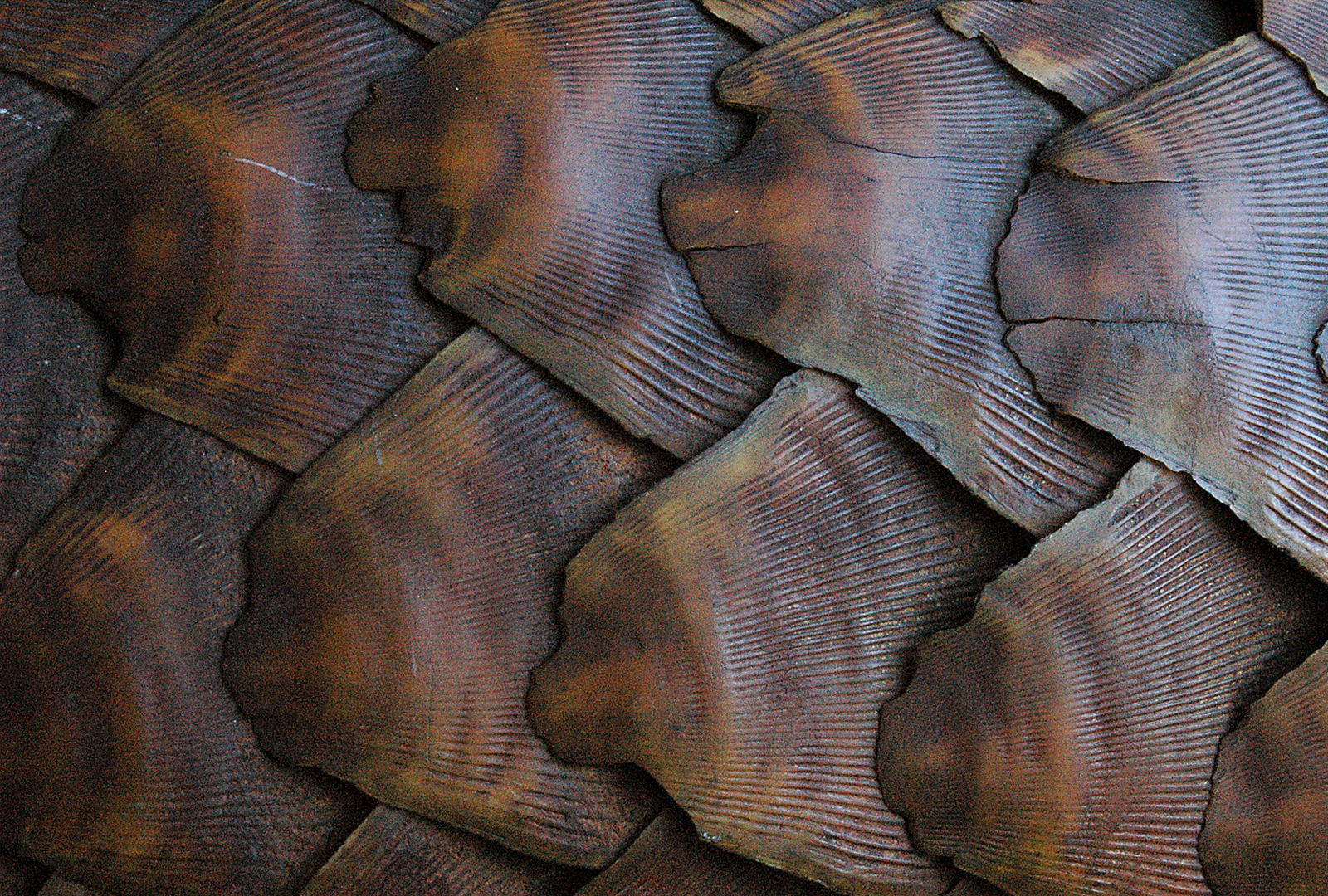
Schuppen eines Schuppentiers

Die Schuppen der Schuppentiere sitzen wie bei Schuppenkriechtieren auf nach hinten umgebogenen Ausstülpungen der Dermis. Im Querschnitt besteht sie aus drei Schichten: Die obere Dorsalplatte (Rückenplatte) besteht aus abgeplatteten, stark verhornten Zellen. Die Zwischenplatte wird von weniger stark abgeplatteten, verhornten Zellen gebildet. Die Ventralplatte (Bauchplatte) bildet die Unterseite der Schuppe und ist nur wenige Zelllagen stark. Alle drei Platten bilden sich aus unterschiedlichen epidermalen Keimgebieten. Die Schuppen der Schuppentiere wachsen, im Gegensatz zu denen der Schuppenkriechtiere, beständig und gleichen damit am ehesten den Fingernägeln der Primaten.